# 弗羅伊登貝格 (巴登)
弗罗伊登贝格（德語：Freudenberg，發音：[ˈfʁɔʏdn̩ˌbɛʁk] ⓘ）是德国巴登-符腾堡州斯图加特行政区美因-陶伯县的城市，面积34.78平方千米，2023年12月31日人口为3,701人。